# Европско првенство групе А у америчком фудбалу 2020.
Европско првенство групе А у америчком фудбалу 2020. године је 15. издање континенталног шампионата у америчком фудбалу, а прво које се игра по измењеном двогодишњем систему. У њему учествује дванаест најбоље пласираних репрезентација из Европе. Првенство је почело квалификацијама током септембра, октобра и новембра 2019. године.

## Репрезентације учеснице
На овом првенству учествује 12 репрезетација (Холандија, Русија, Италија, Швајцарска, Финска, Данска, Чешка Република, Швајцарска, Француска и Италија), подељених у четири квалификационе групе по три тима.
| Група А                      | Група Б                           | Група Ц                       | Група Д                                   |
| ---------------------------- | --------------------------------- | ----------------------------- | ----------------------------------------- |
| Француска · Србија · Чешка · | Аустрија · Италија · Швајцарска · | Финска · Данска · Холандија · | Шведска · Уједињено Краљевство · Русија · |

## Квалификације

### Група А
| Датум             | Место        | Репрезентација | Репрезентација | Резултат |
| ----------------- | ------------ | -------------- | -------------- | -------- |
| 13. октобар 2019. | Јихлава      | Чешка          | Француска      | 3:28     |
| 27. октобар 2019. | Пожаревац    | Србија         | Чешка          | 16:0     |
| 9. новембар 2019. | Вилнев д'Аск | Француска      | Србија         | 13:7     |

| Група А      | И | Д | И | ДГ | ПГ | Количник |
| ------------ | - | - | - | -- | -- | -------- |
| 1. Француска | 2 | 2 | 0 | 41 | 14 | 1.000    |
| 2. Србија    | 2 | 1 | 1 | 23 | 13 | 0.500    |
| 3. Чешка     | 2 | 0 | 2 | 7  | 44 | 0.000    |

### Група Б
| Датум               | Место  | Репрезентација | Репрезентација | Резултат |
| ------------------- | ------ | -------------- | -------------- | -------- |
| 21. септембар 2019. | Хур    | Швајцарска     | Аустрија       | 0:66     |
| 6. октобар 2019.    | Беч    | Аустрија       | Италија        | 14:21    |
| 20. октобар 2019.   | Милано | Италија        | Швајцарска     | 38:0     |

| Група Б       | И | Д | И | ДГ | ПГ  | Количник |
| ------------- | - | - | - | -- | --- | -------- |
| 1. Италија    | 2 | 2 | 0 | 59 | 14  | 1.000    |
| 2. Аустрија   | 2 | 1 | 1 | 80 | 21  | 0.500    |
| 3. Швајцарска | 2 | 0 | 2 | 0  | 104 | 0.000    |

### Група Ц
| Датум             | Место    | Репрезентација | Репрезентација | Резултат |
| ----------------- | -------- | -------------- | -------------- | -------- |
| 12. октобар 2019. | Арнем    | Холандија      | Финска         | 0:55     |
| 19. октобар 2019. | Гентофте | Данска         | Холандија      | 22:19    |
| 26. октобар 2019. | Ванта    | Финска         | Данска         | 44:3     |

| Група Ц      | И | Д | И | ДГ | ПГ | Количник |
| ------------ | - | - | - | -- | -- | -------- |
| 1. Финска    | 2 | 2 | 0 | 99 | 3  | 1.000    |
| 2. Данска    | 2 | 1 | 1 | 25 | 63 | 0.500    |
| 3. Холандија | 2 | 0 | 2 | 19 | 77 | 0.000    |

### Група Д
| Датум             | Место         | Репрезентација       | Репрезентација       | Резултат |
| ----------------- | ------------- | -------------------- | -------------------- | -------- |
| 5. октобар 2019.  | Москва        | Русија               | Шведска              | 7:34     |
| 19. октобар 2019. | Лондон        | Уједињено Краљевство | Русија               | 34:0     |
| 2. новембар 2019. | Кристијанстад | Шведска              | Уједињено Краљевство | 36:14    |

| Група Д                 | И | Д | И | ДГ | ПГ | Количник |
| ----------------------- | - | - | - | -- | -- | -------- |
| 1. Шведска              | 2 | 2 | 0 | 70 | 21 | 1.000    |
| 2. Уједињено Краљевство | 2 | 1 | 1 | 48 | 36 | 0.500    |
| 3. Русија               | 2 | 0 | 2 | 7  | 68 | 0.000    |

## Завршни турнири
Победници квалификационих група, учествоваће на финалном турниру Ф4, другопласирани ће се такмичити за попуњавање од 5. до 8. места, док ће трећепласирани наступити у разигравању од 9. до 12. места. Домаћини и систем такмичења биће накнадно одређени, а све утакмице биће одигране 2020. године.

### Фајнал фор
| Фајнал фор                               |
| ---------------------------------------- |
| Италија · Финска · Шведска · Француска · |

### 5. до 8. места
| 5. до 8.                                            |
| --------------------------------------------------- |
| Аустрија · Данска · Уједињено Краљевство · Србија · |

### 9. до 12. места
| 9. до 12.                                 |
| ----------------------------------------- |
| Холандија · Русија · Швајцарска · Чешка · |